# تپه خرمنجاه عزیزآباد
تپه خرمنجاه عزیز آباد مربوط به عصر مس و سنگ است و در شهرستان صحنه، بخش دینور، روستای عزیز آباد واقع شده و این اثر در تاریخ ۱۸ خرداد ۱۳۸۴ با شمارهٔ ثبت ۱۱۸۳۶ به‌عنوان یکی از آثار ملی ایران به ثبت رسیده است.